# Asianopis wangi
Asianopis wangi — вид павуків родини Deinopidae. Описаний у 2020 році.

## Поширення
Ендемік Китаю. Поширений лише в заповіднику Вучжишань на острові Хайнань.

## Опис
Чоловічий голотип сягав 15,31 мм завдовжки, а жіночий паратип — 24,04 мм.